# Vladimir Štimac
Vladimir Štimac (em sérvio:  Владимир Штимац, (Belgrado. 25 de Agosto de 1987) é basquetebolista profissional sérvio que atualmente joga pelo Türk Telekom na Süper Ligi. Ele também defende a Seleção Sérvia em competições internacionais. Štimac atua na posição Pivô.

## Carreira Profissional
Vladimir iniciou sua carreira nas categorias de base do KK Beovuk 72, e mais tarde passou dois anos na Lituânia e um na Letônia antes de retornar para a Sérvia. Durante sua primeira temporada no exterior jogou pela equipe lituana do  Zalgiris Kaunas entre o time reserva e na segunda temporada alcançou o time titular. Para ter mais oportunidades iniciar as partidas e acumular mais minutos jogados, foi autorizado se transferir para o Letão SK Valmiera para disputar a Liga do Báltico, onde foi considerado o grande jogador de seu time na temporada 2007-2008.
Štimac jogou no Orlando Magic na Orlando Pro Summer League em 2010. Em Setembro de 2010 ele assinou com o time letão do BK Ventspils, mas foi dispensado dois meses depois. Em Novembro de 2010, ele assinou contrato pelo restante da temporada com o time checo do  ČEZ Nymburk.
Em Julho de 2011, ele assinou por um ano com a equipe turco do  Olin Edirne Basket. Em 30 jogos na Liga Turca, alcançou uma média de 14,8 pontos e 9,9 rebotes por jogo. Para a temporada 2012-2014 ele se transferiu para o Banvit também da Turquia.
Em Setembro de 2013 ele assinou um contrato de um ano com opção de renovação ao término com a equipe espanhola do Unicaja Málaga. Em Junho de 2014 ele deixou o Unicaja.
Em Agosto de 2014 ele firmou contrato de um ano com o FC Bayern de Munique.

## Seleção da Sérvia
Jogando pela Seleção Sérvia foi Campeão Europeu Sub-20. Štimac representou a Sérvia no Eurobasket 2013 na Eslovênia e fez parte da equipe vice-campeã mundial na Espanha.